# Robert Stone
Robert «Rob» Strauss (1 de octubre de 1983) es un luchador profesional y mánager estadounidense, Actualmente firmado a la WWE en la marca NXT 2.0 bajo el nombre de Mr. Stone. que trabajó para la Total Nonstop Action Wrestling (TNA) bajo el nombre de Robbie E, donde ha ganado en una ocasión el Campeonato de la División X de la TNA, el Campeonato Televisivo de la TNA y en dos ocasiones el Campeonato Mundial en Parejas de la TNA junto a Jessie Godderz. También ha competido en promociones independientes bajo el nombre de Rob Eckos, incluyendo Chaotic Wrestling, Jersey All Pro Wrestling y National Wrestling Alliance. En la temporada 25 de "The Amazing Race" participó junto a su cónyuge quedando en cuarta posición. Actualmente trabaja para Grims Toy Show (GTS).

## Carrera

### Total Nonstop Action Wrestling / Impact Wrestling

#### 2010-2012

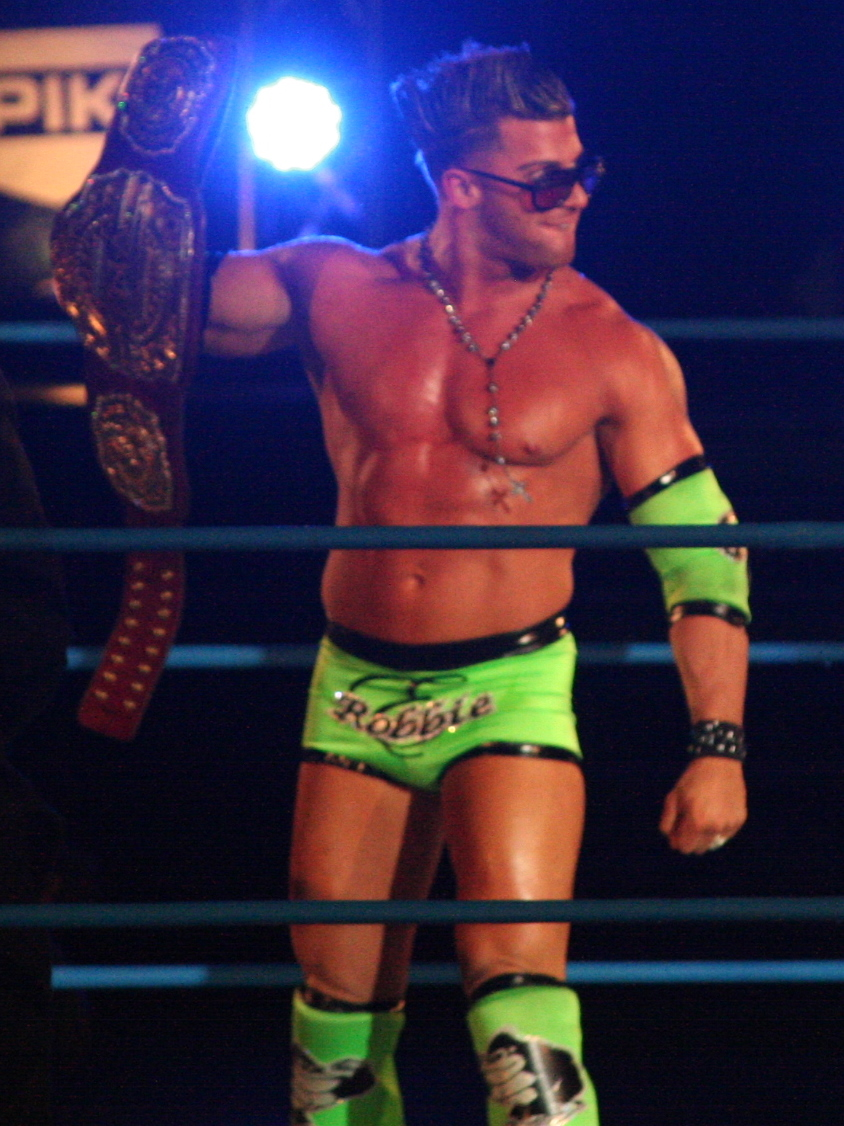
Eckos en 2012 durante su primer reinado como Campeón Televisivo de la TNA.

El 27 de julio de 2010, Strauss luchó en un Dark Match puesta a punto. Para la Total Nonstop Action Wrestling, perdiendo ante Bobby pescado. El 10 de agosto grabaciones de TNA Impact! Strauss luchó un dark match bajo el nombre de Robbie E con un Gimmick inspirado en el programa de televisión Jersey Shore, derrotando a Jeremy Buck, mientras que era gestionado por Cookie. En la edición de Impact! del 26 de agosto, comenzaron a transmitirse vídeos para promover el próximo debut de Strauss.
Robbie y Cookie hicieron su debut televisado el 7 de octubre edición en vivo de Impact!, insultando a la gente de Florida. El siguiente domingo, apareció en Bound for Glory, atacando al Campeón de la División X Jay Lethal después de su combate por el título con Douglas Williams, afirmando que era una vergüenza para Nueva Jersey. Robbie hizo su debut luchístico dos semanas después, derrotando a Amazing Red y luchó en su primer PPV en Turning Point, donde Robbie derrotó Lethal con la ayuda de Cookie, para ganar el Campeonato de la División X por primera vez. En el mes siguiente en Final Resolution Robbie retuvo el título en la revancha por descalificación, debido a que Lethal usó un spray ilegal. Sin embargo, perdió el campeonato el 7 de diciembre (emitido el 16 de diciembre) en Impact! ante Lethal.
El 10 de febrero, participó en un torneo para coronar al nuevo retador por el Campeonato de la División X de Kazarian, donde derrotó a Brian Kendrick y Suicide en la primera ronda. Sin embargo, en Against All Odds, Robbie ganó la final automáticamente, ya que sus rivales, Jeremy y Max Buck no pudieron asistir al evento. En ese mismo PPV se enfrentó a Kazarian por el título, pero fue derrotado. La siguiente semana, volvió a enfrentarse a Kazarian, ya que dijo que no estaba mentalizado para enfrentarse a un único rival, pero perdió por descalificación cuando Cookie interfirió en la lucha. En Victory Road, Robbie E tuvo otra lucha por el título en un Ultimate X match contra el campeón Kazarian, Jeremy y Max Buck, pero fue derrotado de nuevo. En Sacrifice perdió ante Brian Kendrick.
Tras esto, empezó un feudo con el campeón Televisivo Eric Young, durante el cual adquirió los servicios de Rob Terry (más adelante nombrado Robbie T) como guardaespaldas. En Turning Point obtuvo el Campeonato Televisivo de la TNA al derrotar a Eric Young. Luego en los eventos Final Resolution y Against All Odds retuvo su campeonato frente a Eric Young y Shannon Moore respectivamente. Sin embargo, perdió el campeonato frente a Devon en Victory Road. En Lockdown, tuvo su revancha, pero volvió a ser derrotado. Un mes más tarde, en Sacrifice, volvió a tener otra lucha contra Devon junto a Robbie T, pero perdió de nuevo. Durante las siguientes semanas, Robbie E y Robbie T siguieron interfiriendo en los combates titulares de Devon, contra Garett Bischoff el 24 de mayo y contra Jeff Hardy el 31.
Finalmente, Robbie E & Robbie T se enfrentaron a Devon & Bischoff en Slammiversary X, pero fueron derrotados. En el siguiente Impact Wrestling, fue introducido como parte del Bound for Glory Series. En Hardcore Justice se enfrentó a Bully Ray, Jeff Hardy y James Storm por 20 puntos del BFG Series, pero no consiguió ganar.

#### 2013 - 2017
Comezando el 2013 TNA realizó una gira por el Reino Unido, durante estos shows, Robbie E comenzó a insultar al público de Inglaterra por lo cual comenzó a tener problemas con Robbie T con quien finalmente rompió su amistad al atacarlo en Impact Wrestling el 28 de febrero. Finalmente en Lockdown fue derrotado por Robbie T. La semana siguiente le retó a una revancha, pero fue derrotado en unos minutos. En Bound for Glory, BroMans ganó una Gauntalet match para luchar contra los Campeones Mundiales en Pareja James Storm & Gunner. En ese mismo evento, derrotaron a los campeones, ganando los títulos.
Finalmente, perdieron los títulos el 23 de febrero de 2014, en un house show, ante The Wolves (Eddie Edwards & Davey Richards). Sin embargo, los recuperaron siete días después en el especial One Night Only: Outbreak, derrotando a The Wolves y a Team 246 (Kaz Hayashi & Shuji Kondo). Durante las siguientes semanas, les pusieron a The Wolves excusas para no defender los títulos contra ellos, hasta que en Sacrifice, los tres miembros de BroMans (Robbie, Godderz & DJ Z) se enfrentaron a The Wolves, pero fueron derrotados, perdiendo los títulos.

### Pro Wrestling Noah (2017)
El 25 de marzo, se anunció que Robbie E representaría a Impact Wrestling, junto a  Bram para la Pro Wrestling Noah anual Global Tag League. A la luz de la suspensión de Bram del torneo el 26 de abril debido a publicaciones controvertidas Instagram, Kazma Sakamoto se hizo cargo de Bram por el resto del torneo.

### Regreso al circuito independiente (2017-2018)
Después de que Strauss decidió separarse de Global Force Wrestling, decidió regresar al circuito independiente. El 6 de abril de 2017, Robbie E desafió sin éxito a The Black Leopard por el IWL Heavyweight Championship en Petah Tikva, Israel en el IWL XIV de Israeli Wrestling League. A fines de 2018, Strauss retiró el personaje de Robbie E y se presentó con su nombre real.

### WWE (2019-presente)
El 11 de marzo de 2019, se informó que Strauss firmó con WWE y que reportaría al  Performance Center, donde su rol principal sería la de ser un mánager de superestrellas.
El 8 de enero de 2020 hizo su presentación en NXT, cuando acompañó a Chelsea Green, así ella se incorporó a su lista de clientes llamada Robert Stone Brand, estuvo desde enero hasta el 27 de mayo de 2020, cuando después de finalizar la emisión de NXT, dejó de ser su mánager por decisión de la propia Chelsea.

## Vida personal
Fuera de la lucha libre profesional, Strauss trabaja como profesor de educación física de secundaria en Woodbridge, Nueva Jersey. También es un luchador de GTS (Grims Toy Show), un evento diario de lucha libre que se emite en YouTube donde trabaja actualmente.

## Campeonatos y logros
- Chaotic Wrestling

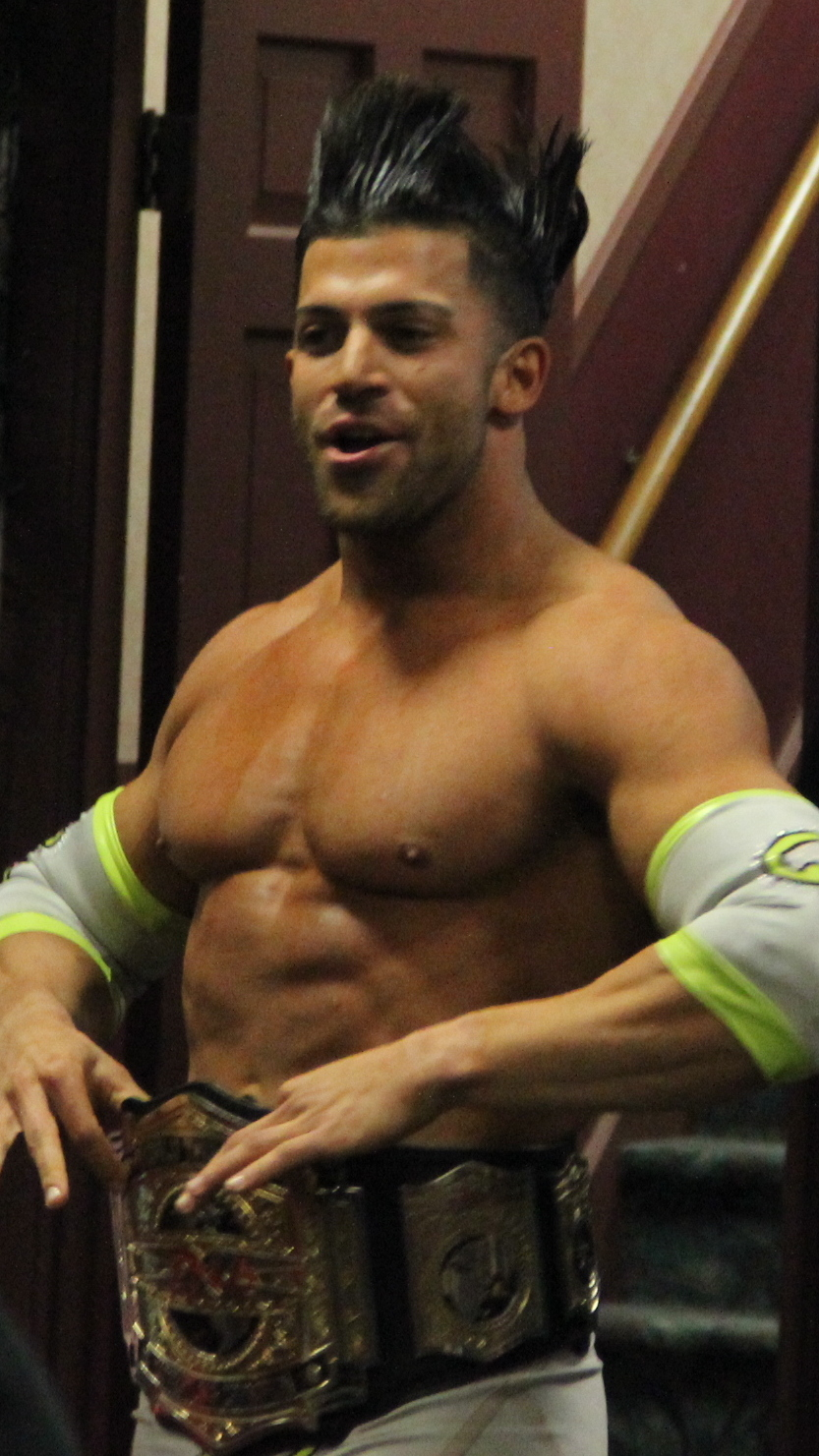
Robbie E como Campeón Mundial en Parejas de TNA.

  - Chaotic Wrestling Tag Team Championship (1 vez) - con Billy Bax

- CyberSpace Wrestling Federation
  - CSWF Cruiserweight Championship (1 vez)

- East Coast Wrestling Association
  - ECWA Mid Atlantic Championship (1 vez)
  - ECWA Tag Team Championship (2 veces) - con Billy Bax
  - Salón de la Fama de la ECWA (Clase de 2006)

- Hardway Wrestling
  - HW ligero Championship (1 vez)

- Independent Superstars of Professional Wrestling
  - ISPW Tri State Championship (1 vez)

- Independent Wrestling Federation
  - IWF Tag Team Championship (1 vez) - con Biggie Biggs

- Jersey Championship Wrestling
  - JCW Campeonato Peso Crucero (1 vez)

- National Championship Wrestling
  - NCW Tag Team Championship (1 vez) - con Nick Berk

- Grims Toy's Show (GTS)
  - Youtube Wrestling Figures Heavyweight Championship (3 veces)
  - GTS United States Championship (1 vez)
  - GTS Tag Team Champion (1 vez) - con Grim
  - GTS Triple Crown Champion (décimo sexto)
  - Vencedor del Christmas Chaos (2016) - YouTube Wrestling Figures Heavyweight Championship

- Stars & Stripes Championship Wrestling
  - SSCW Heavyweight Championship (1 vez)
  - SSCW ligero Championship (1 vez)

- Total Nonstop Action Wrestling
  - TNA World Tag Team Championship (2 veces) - con Jessie Godderz
  - TNA X Division Championship (1 vez)
  - TNA Television Championship (1 vez)

- Dramatic Dream Team
  - DDT Ironman HeavyMetalWeight Championship (1 vez)
- United Wrestling Coalition
  - UWC United States Championship (1 vez)[22]
- Universal Independent Wrestling
  - UIW Heavyweight Championship (1 vez)[23]

- Pro Wrestling Illustrated
  - Situado en el No. 176 de los 500 mejores luchadores individuales de la PWI 500